# شهبانوی قرمز
شهبانوی قرمز با نام علمی Protomelas taeniolatus، که اغلب با نام‌های مختلفی همچون امپراتریس قرمز، امپرس قرمز یا اسپیندل هاپ نیز شناخته یک سیچلاید صخره‌زی بومی دریاچه مالاوی در شرق آفریقا است. این گونه در بین ماهیهای آکواریومی به دلیل رنگ های روشن رنگین کمانی در نرهای بالغ و خلق و خوی نسبتا آرام آن بسیار محبوب است. شهبانوهای قرمز نابالغ و ماده ها همانند بسیاری از سیچلایدهای صخره‌زی، رنگ روشن و درخشانی ندارند.

## در آکواریوم
به دلیل رنگ های جذاب در نرها، از این ماهی ها در آکواریوم خانگی آب شیرین برای ایجاد تنوع و رنگ استفاده می شود. وقتی در اسارت نگهداری شوند معمولاً تا حدود ۱۵ سانتیمتر رشد میکنند. آنها سطح پی‌اچ ۸٫۲ و دمای بین ۲۶ تا ۲۸ درجه سانتیگراد را ترجیح می دهند.

## بیشتر ببینید
- فهرست ماهیان آکواریومی

## مراجع
1. ↑  Konings, A. (2018). "Protomelas taeniolatus". IUCN Red List of Threatened Species. IUCN. 2018: e.T120730332A120730362. doi:10.2305/IUCN.UK.2018-2.RLTS.T120730332A120730362.en. Retrieved 20 November 2021.